# Genshiken
Genshiken (яп. げんしけん Гэнсикэн) — это сокращение от «Общество изучения современной художественной культуры» (яп. 現代視覚文化研究会 гэндай сикаку бунка кэнкю:кай). Серия манги за авторством Кио Симоку об университетском клубе отаку. Позже была адаптирована в аниме-сериал Цутому Мидзусимой.
В «Гэнсикэне» собраны образы разных категорий отаку: там есть и фанаты, и просто любители аниме.
На Japan Media Arts Festival в 2005 году жюри рекомендовало мангу к прочтению.
В 2024 году издательство «Истари комикс» объявило о лицензировании манги на русском языке.

## Сюжет
Кандзи Сасахара, не в силах найти подходящий школьный клуб, вступает в клуб «Гэнсикэн», фактически являющийся альтернативным манга-аниме-клубом. Остальные участники — отаку разной степени вовлечённости в дела клуба. После череды комических событий члены «Гэнсикэна» решают сделать додзинси.

## Персонажи
Кандзи Сасахара (яп. 笹原 完士 Сасахара Кандзи) — с появлением Сасахары в клубе и начинается сюжет. Долго не мог выбрать клуб, разрываясь между клубами любителей манги и клубами любителей аниме, в итоге попал в Гэнсикэн, который включает в себя вообще все, и мангу, и аниме, и игры. Долго боялся своего увлечения хентаем, но справился с этим благодаря остальным членам клуба. У Сасахары есть младшая сестра, крайне далёкая от его увлечений, с которой у него несколько натянутые отношения. Сэйю: Таканори Ояма
Макото Косака (яп. 高坂 真琴 Ко:сака Макото) — тихий, милый и почти постоянно добродушно улыбающийся парень. Глядя на него, и не скажешь, что он — отаку, настолько он непохож на обычного фаната аниме. Мастер в компьютерных и видеоиграх. Первый парень в Гэнсикэне, у которого есть девушка — Саки Касукабэ, хотя с ней у него довольно странные отношения. Также любит хентайные игры. Сэйю: Мицуки Сайга
Саки Касукабэ (яп. 春日部 咲 Касукабэ Саки) — её вообще-то не должно было быть в «Гэнсикэне», но она вступила в клуб следом за Косакой с твёрдым намерением убедить его уйти из этого «притона отаку». Подруга детства Косаки, в прошлом не обращала на него внимания, ссылаясь на то, что он был лысым. Теперь Саки вроде бы стала девушкой Косаки, хотя иногда у неё возникает (обоснованный?) страх того, что Косака в любой момент может заменить её играми, аниме и мангой. Отаку Саки в принципе терпеть не может, а потому раздает ребятам из Гэнсикэна тумаки направо и налево. Однако иногда способна на неожиданные поступки. Мечтает открыть магазин, а то и сеть магазинов модной одежды. Сэйю: Сацуки Юкино
Харунобу Мадарамэ (яп. 斑目 晴信 Мадарамэ Харунобу) — совершенное воплощение всех стереотипов об отаку. Высокий, худощавый, в больших круглых очках, постоянно цитирующий аниме (преимущественно Mobile Suit Gundam), а также отказавшийся от ежедневных обедов, чтобы сэкономить деньги на хентайные додзинси. Естественно, большой фанат хентая. Всем явлениям мира аниме и манги может дать научное обоснование. Стесняется женского общества. Сэйю: Нобуюки Хияма
Соитиро Танака (яп. 田中 総市郎 Танака Соитиро:) — любит шить косплейные костюмы. По этой причине некогда перешёл из Аниме-клуба в Гэнсикэн, потому что в Гэнсикэне ему выделяли больше денег на косплей. Специалист в сборке пластмассовых моделей («пламо»). Неравнодушен к Канако Оно. Сэйю: Томокадзу Сэки
Мицунори Кугаяма (яп. 久我山 光紀 Кугаяма Мицунори) — отлично рисует, но боится публиковать свои рисунки. Очень тихий и застенчивый, страдает небольшим заиканием. Единственный член клуба, у которого есть автомобиль. Сэйю: Кэндзи Номура
Канако Оно (яп. 大野 加奈子 Оно Канако) — отличается от других девушек Гэнсикэна очень длинными чёрными волосами и большой грудью. Долгое время жила в США, но вернулась заканчивать учёбу на родину. Оно-сан — увлечённая косплейщица, к счастью Танаки, ведь благодаря этому он может шить для неё костюмы. Отвечает взаимностью Танаке, даже сама делает первые шаги в отношениях. Очень застенчива, её очень легко смутить. Сэйю: Аяко Кавасуми
Тика Огиуэ (яп. 荻上 千佳 Огиуэ Тика) — в аниме впервые появляется в эндинге последней серии первого сезона. Отлично рисует, не хуже, чем Кугаяма. Помогала (можно сказать, провела основную работу) в создании додзинси Гэнсикэна, а потом нарисовала своё додзинси. Постоянно говорит, что ненавидит отаку и сама таковой не является, хотя все совсем наоборот. Утверждает, что любое проявление хентая не заслуживает существования, однако на самом деле ей очень нравятся яойные додзинси. Своё стеснение по поводу интереса к манге и аниме прячет за показной агрессией и упрямством. Есть чувства между ней и Сасахарой, но они этого друг другу не показывают. Сэйю: Каори Мидзухаси
Минабу Кутики (яп. 朽木 学 Кутики Минабу, [также «Кутти»]) — появился ещё в первом сезоне аниме, когда в Гэнсикэн набирали новичков. Тогда Кутики устроил пьяный дебош, позже он просто постыдится прийти в клуб, но во втором сезоне он всё же вступит в Гэнсикэн. Стремится выделиться из толпы отаку, ведя себя как полный идиот, а временами даже как настоящий психопат. Хочет найти понимающих друзей, но пока только всех отпугивает своим поведением. Сэйю: Акира Исида

## Медиа

### Ранобэ
В 2008 году издательство Kodansha выпускает ранобэ Shoron Genshiken: Hairu Ranto no Yabou.